# 洪沢湖
洪沢湖（こうたく-こ）は中華人民共和国江蘇省北西部、淮河の中流に位置する淡水湖。中国における面積第4位の淡水湖であり鄱陽湖、洞庭湖、太湖に次ぐ。湖の北から西にかけては宿遷市が、南から東にかけては淮安市が広がる。
洪沢湖の場所には、もともとは今よりも小さな湖である富陵湖や白水塘などがあったが、12世紀に黄河が南へ流れを変えた際に淮河が黄海へ出る河道を奪われ、行き場を失った水が洪沢湖の場所に溜まってしまった。これによって湖の面積は四倍になり多くの町や村が水没した。洪沢湖からあふれた水は東へ南へと迷走し、高郵湖、邵伯湖といった湖を作り長江へ流れるようになった。
淮河と洪沢湖の治水は古代からの中華王朝の課題であった。後漢の建安5年（200年）に高家堰という長さ30里の堤防がこの周辺にできた。明代には淮河や黄河の氾濫で歴代の漕運総督は洪沢湖の治水に力を入れ、高家堰をもとに洪沢湖大堤を大きくしていった。特に漕運総督潘季馴は大堤を延長して現在の基本を造り、清中期までに現在見るような長さ60里の石造の洪沢湖大堤が出来上がった。この堤防は中華人民共和国全国重点文物保護単位にも指定されている。

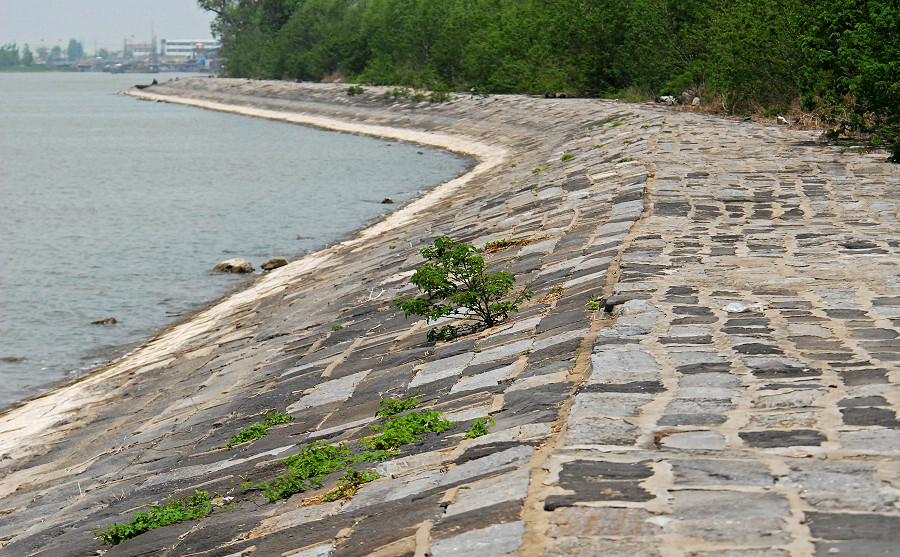
洪沢湖大堤

1951年から1952年にかけて、毛沢東の指令により淮安市洪沢県から塩城市浜海県までを結ぶ蘇北灌漑総渠という放水路が作られた。洪沢湖から黄海への水路が復活し、これにより淮河の治水と江蘇省北部の灌漑という二つの目的が達せられた。
洪沢湖は魚介類などの水生生物、および湿地の生態系などが豊かで、経済的にも生態系的にも価値が大きい。宿遷市の湿地は中国の5A級観光地（2020年認定）。
将来は「南水北調」事業において、長江下流から天津市および山東半島へ水を送る東線工事の中継地点になる予定である。